# Майлдмей Фейн, Мэри, графиня Уэстморленд
Мэ́ри Ма́йлдмей Фе́йн, графи́ня Уэстморле́нд (англ. Mary Mildmay Fane, Countess of Westmorland; 1581 — 9 апреля 1640) — английская аристократка и писательница, супруга Фрэнсиса Фейна, 1-го графа Уэстморленд.

## Биография
Мэри Майлдмей была единственной дочерью Энтони Майлдмея и его супруги Грейс Шеррингтон, дочери сэра Генри Шеррингтона из Шеррингтона и Анны Пэггетт. Под руководством своей матери, которая была образованной женщиной, Мэри получила домашнее образование, включая изучение языков и религию.
Мэри переписала медицинские труды, автором которых была её мать; труд её матери составил 2000 листов. Помимо этого, она была автором «Книги советов детям», а также автором многочисленных писем, вела переписку с Виндебанком, секретарём короля Карла I, в которой советовала не отправлять армию в Шотландию во время Первой епископской войны.
Скончалась 9 апреля 1640 года в Стивенейдже, похоронена в Апеторпе.

## Семья
В 1599 году, Мэри вышла замуж за Фрэнсиса Фейна, ставшего в 1603 году графом Уэстморленд. У супругов было 12 детей (7 сыновей и 5 дочерей), среди которых были:
- Майлдмей Фейн (24 января 1602 – 12 февраля 1666), наследник отца и поэт;
- Томас Фейн, умер в детстве;
- Грейс Фейн (ум. 1633), вышла замуж за Джеймса Хоума, 2-го графа Хоум[англ.] (ум. 1633), брак был бездетным;
- Мэри Фейн (1606 — 1634), вышла замуж за Даттона Джерарда, 3-го барона Джерард, брак был бездетным;
- Фрэнсис Фейн[англ.] (ок. 1611 — ок. 1681), участник гражданской войны на стороне кавалеров;
- Энтони Фейн (1612 — 1643), участник гражданской войны на стороне круглоголовых, умер от ран;
- Рейчел Фейн (28 января 1613 – 11 ноября 1680), драматург, дважды выходила замуж и оба брака были бездетными;
- Джордж Фейн[англ.] (ок. 1616 – апрель 1663), участник гражданской войны на стороне кавалеров;
- Элизабет Фейн (?), дважды выходила замуж, в браках были дети;
- Кэтрин Фейн, была супругой Коньерса Дарси, 2-го графа Холдернесс[англ.], брак был бездетным.